# Фестиваль Fantasporto 1991 года
XI Фестиваль фантастических фильмов в Порто (Португалия) — (Festival Internacional de Cinema do Porto — Mostra de Cinema Fantástico) проходил с 8 по 17 февраля 1991 года в городе Порту (Португалия)

## Лауреаты конкурса полнометражных лент
- Лучший фильм — «Генри: Портрет убийцы-маньяка» (Henry, a Portrait of a Serial Killer), США, режиссёр Джон Макноутон
- Лучший режиссёр  — Ричард Стэнли за фильм «Железяки» (Hardware), Великобритания
- Лучший актёр  — Майкл Рукер в фильме — «Генри: Портрет убийцы-маньяка» (Henry, a Portrait of a Serial Killer), США, режиссёр Джон Макноутон
- Лучшая актриса:
  - Трейси Арнольд за роль в фильме «Генри: Портрет убийцы-маньяка» (Henry, a Portrait of a Serial Killer), США, режиссёр Джон Макноутон
  - Билли Уайтлоу за роль в фильме «Братья Крейз» (The Krays), Великобритания, режиссёр Питер Медак
- Лучший сценарий — Ричард Файр, Джон Макноутон за работу к фильму «Генри: Портрет убийцы-маньяка» (Henry, a Portrait of a Serial Killer), США
- Лучшие спецэффекты — «Трудно быть Богом», СССР, ФРГ
- Приз критики — «Ночной народ» (Nightbreed), Канада, режиссёр Клайв Баркер
- Специальная премия жюри — «Байкерши в городе зомби»(Chopper Chicks in Zombie Town), США, режиссёр Дэн Хоскинс
- Премия новым творцам — «Розенкранц и Гильденстерн мертвы» (Rosencrantz and Guildenstern are Dead), Великобритания, режиссёр Том Стоппард
- Приз зрителей — «Трудно быть богом (фильм, 1989)», СССР, ФРГ, режиссёр Петер Фляйшман